# Kurt Ulrich
Kurt Arthur Erwin Ulrich (* 28. Juni 1905 in Berlin; † 11. September 1967 ebenda) war ein deutscher Filmproduzent.

## Leben
Ulrich arbeitete ab 1919 beim Film und war zunächst Aufnahmeleiter. Bereits 1932 gründete er seine erste Filmgesellschaft, die Kurt Ulrich-Film, die einige Kurzfilme herstellte. 1939 wurde er Produktionsleiter bei der Algefa und ab 1942 arbeitete er für die Berlin-Film.
Nach dem Ende des Zweiten Weltkriegs war Kurt Ulrich drei Jahre Direktor des Berliner Lustspielhauses des Westens und kurzzeitig der Gastspielbühne „Der Regenbogen“. Er gründete 1948 gemeinsam mit dem Kameramann Kurt Schulz die Berolina-Film GmbH mit dem Geschäftssitz in West-Berlin. Nach dem Ausscheiden seines Partners folgte 1959 daraus die Kurt Ulrich-Film GmbH.
Ulrich wurde einer der großen Produzenten des deutschsprachigen Films in der Nachkriegszeit. Neben zahlreichen erfolgreichen Heimatfilmen – darunter der erste westdeutsche Farbfilm Schwarzwaldmädel mit Sonja Ziemann und weiteren Unterhaltungsfilmen – produzierte Ulrich ab Mitte der 1950er Jahre auch anspruchsvolle Literaturverfilmungen.
Kurt Ulrich verstarb im September 1967 im Alter von 62 Jahren und auf dem Berliner Waldfriedhof Dahlem fand er seine letzte Ruhestätte.

## Auszeichnungen
- 1960: Filmband in Silber bei der Verleihung des Deutschen Filmpreises für die Produktion des Films Rosen für den Staatsanwalt

## Filmografie (Auswahl)
- 1936: Heiteres und Ernstes um den großen König
- 1948: Morgen ist alles besser
- 1949: Nichts als Zufälle
- 1949: Um eine Nasenlänge
- 1949: Eine Nacht im Séparée
- 1950: Schwarzwaldmädel
- 1951: Johannes und die 13 Schönheitsköniginnen
- 1951: Grün ist die Heide
- 1952: Am Brunnen vor dem Tore
- 1952: Mikosch rückt ein
- 1952: Briefträger Müller
- 1952: Das Land des Lächelns
- 1953: Hurra – ein Junge!
- 1953: Wenn der weiße Flieder wieder blüht
- 1953: Der Vogelhändler
- 1953: Wenn am Sonntagabend die Dorfmusik spielt
- 1954: Emil und die Detektive
- 1954: … und ewig bleibt die Liebe
- 1954: Auf der Reeperbahn nachts um halb eins
- 1954: Der Zigeunerbaron
- 1955: Die heilige Lüge
- 1955: Die Drei von der Tankstelle
- 1955: Der fröhliche Wanderer
- 1955: Wenn der Vater mit dem Sohne
- 1955: Charleys Tante
- 1955: Das fröhliche Dorf
- 1955: Ja, ja, die Liebe in Tirol
- 1955: Liebe ist ja nur ein Märchen
- 1956: Schwarzwaldmelodie
- 1956: Was die Schwalbe sang
- 1956: Die Christel von der Post
- 1956: Das Donkosakenlied
- 1956: Der schräge Otto
- 1956: Spion für Deutschland
- 1956: Das Sonntagskind
- 1957: Hoch droben auf dem Berg
- 1957: Der Fuchs von Paris
- 1957: Das haut hin
- 1957: Banktresor 713
- 1957: Frühling in Berlin
- 1957: Zwei Herzen im Mai
- 1957: Es wird alles wieder gut
- 1957: Vater sein dagegen sehr
- 1957: Blaue Jungs
- 1957: Drei Mann auf einem Pferd
- 1957: Die Beine von Dolores
- 1958: Der Greifer
- 1958: Schwarzwälder Kirsch
- 1958: Der Maulkorb
- 1958: Hoppla, jetzt kommt Eddie
- 1958: Der eiserne Gustav
- 1958: Peter Voss, der Millionendieb
- 1958: Immer die Radfahrer
- 1958: Der Pauker
- 1959: Schlag auf Schlag
- 1959: Bobby Dodd greift ein
- 1959: Peter Voss, der Held des Tages
- 1959: Rosen für den Staatsanwalt
- 1959: Ein Mann geht durch die Wand
- 1959: Alle Tage ist kein Sonntag
- 1959: Alt-Heidelberg
- 1959: Jons und Erdme
- 1960: Das kunstseidene Mädchen
- 1960: Der Jugendrichter
- 1960: Der Rächer
- 1960: Die junge Sünderin
- 1960: Wenn die Heide blüht
- 1960: Der letzte Zeuge
- 1960: Kauf Dir einen bunten Luftballon
- 1960: Mal drunter – mal drüber
- 1961: Ein Stern fällt vom Himmel
- 1961: Blond muß man sein auf Capri
- 1961: Drei Mann in einem Boot
- 1961: Ach Egon!
- 1962: Eheinstitut Aurora
- 1962: Sein bester Freund
- 1962: Kohlhiesels Töchter
- 1963: Die Dreigroschenoper
- 1963: Ferien wie noch nie
- 1964: Das hab ich von Papa gelernt
- 1964: Heiß weht der Wind
- 1964: Abenteuerliche Geschichten (TV-Serie)